# Nataniel (Diakopanagiotis)
Nataniel, imię świeckie Natanael Diakopanagiotis (ur. 3 września 1960 w Kos) – grecki duchowny prawosławny w jurysdykcji Patriarchatu Konstantynopola, od 2009 metropolita Kos i Nisiros.

## Życiorys
W 1985 przyjął święcenia diakonatu, a w 1986 prezbiteratu. 7 marca 2009 otrzymał chirotonię biskupią.